# Az álmodó
Az álmodó (eredeti cím: Dreamer, illetve Dreamer: Inspired by a True Story) 2005-ben bemutatott amerikai sport-filmdráma, melyet John Gatins írt és rendezett (rendezői debütálásaként). A főbb szerepekben Kurt Russell, Kris Kristofferson, Elisabeth Shue és Dakota Fanning látható.
2005. szeptember 10-én debütált a Torontói Nemzetközi Filmfesztiválon, majd október 21-én került az amerikai mozikba a DreamWorks Pictures forgalmazásában.

## Cselekmény
Ben Crane sikeres tréner, de egy váratlan baleset változást hoz az életében. Soñador, azaz Szonya, a versenyló felbukik a pályán és eltöri a lábát. A tulajdonos, Palmer el akarja altatni a lovat, Bent pedig kirúgni, mert nem tudja kifizetni. Ben elfogadja a törött lábú lovat és a hiányos fizetést, ezután hazaviszi a lovat. Lánya, Cale, mindenképpen szeretné, ha a lovat meggyógyítanák. A ló sérülése gyógyítható, Szonya lábát sínbe teszik és kipányvázzák, hogy ne tudjon mozogni, így megfelelően tudnak összeforrni a csontjai. Ha futni nem is tud többé, Ben tervei szerint legalább jó tenyészkanca lesz belőle.
Egy váratlan hír azonban romba dönti elképzeléseit: a kanca meddő. Csak Cale miatt nem altatta el a lovat, így a lány meg akar szökni a lóval. A ló megindul a kislánnyal és sebes vágtába kezd, ezáltal bizonyossá válik, hogy Szonya újra tud galoppozni. Elkezdik a lovat felkészíteni a versenyzésre, Szonya zsokéja koplalni kezd, így hozni tudja majd a versenysúlyát. Aztán benevezik Szonyát az év legrangosabb versenyébe és bár utolsónak, de meghívást kap.
A nevezési és indulási díjra nincs pénze a Crane családnak, egy arab üzletember segít nekik, cserébe a család majd a versenydíjból visszafizeti a kölcsönt. Palmerrel fogadást is kötnek, hogy Góliát Fia nevű nagyon jó lovát legyőzik. Ben az utolsó pillanatban vissza akarja léptetni a lovat, mert fél egy újabb sérüléstől, de a ló futni akar. Ben minden tartalék pénzét felrakja a bukmékereknél Szonya győzelmére.
A start után a kanca a mezőny végén találja magát, majd a zsoké verseny közben elveszíti a kengyelt, így még nagyobb lesz a hátrányuk. Mégis sorban hagyják le ellenfeleiket, míg végül jön a befutó és már csak Góliát Fia van előtte. A két ló nagy csatát vívnak a győzelemért, amiből végül Szonya kerül ki győztesen.

## Szereplők
| Színész            | Szerep                | Magyar hang      |
| ------------------ | --------------------- | ---------------- |
| Kurt Russell       | Benjamin "Ben" Crane  | Sörös Sándor     |
| Dakota Fanning     | Cale Crane            | Kántor Kitty     |
| Kris Kristofferson | Pop Crane             | Fülöp Zsigmond   |
| Elisabeth Shue     | Lillian "Lilly" Crane | Orosz Anna       |
| David Morse        | Everett Palmer        | Rosta Sándor     |
| Freddy Rodriguez   | Manolin Vallarta      | Simonyi Balázs   |
| Luis Guzmán        | Balon                 | Berzsenyi Zoltán |
| Ódéd Fehr          | Prince Sadir          | Varga Rókus      |
| Ken Howard         | William "Bill" Ford   | Faragó András    |
| Holmes Osborne     | Doc Fleming           | Forró István     |